# C.J. Brown
Charles James Brown (Eugene, 15 de junho de 1975) é um ex-futebolista profissional estadunidense que atuava como defensor.

## Carreira
C.J. Brown se profissionalizou no San Francisco Bay Seals	47, em 1995.

## Seleção
C.J. Brown integrou a Seleção Estadunidense de Futebol na Copa das Confederações de 1999.

## Títulos
Estados Unidos
- Copa Ouro da CONCACAF de 2000